# An Unsuitable Job for a Woman
Pour plus de détails, voir Fiche technique et Distribution.
An Unsuitable Job for a Woman est un film britannique réalisé par Chris Petit, sorti en 1982.

## Synopsis
James Calendar fait appel à la détective Cordelia Gray pour enquêter sur le suicide de son fils.

## Fiche technique
- Titre : An Unsuitable Job for a Woman
- Réalisation : Chris Petit
- Scénario : Elizabeth McKay, Chris Petit, Brian Scobie d'après le roman La Proie pour l'ombre de P. D. James
- Musique : Chaz Jankel
- Photographie : Martin Schäfer
- Montage : Mick Audsley
- Production : Peter McKay et Michael Relph
- Société de production : Boyd's Company, Carolina Bank et Goldcrest Films International
- Pays :  Royaume-Uni
- Genre : Policier et drame
- Durée : 94 minutes
- Dates de sortie : 
  -  Royaume-Uni : août 1982

## Distribution
- Billie Whitelaw : Elizabeth Leaming
- Paul Freeman : James Calendar
- Pippa Guard : Cordelia Gray
- Dominic Guard : Andrew Lunn
- Elizabeth Spriggs : Mlle. Markland
- David Horovitch (en) : le sergent Maskell
- Dawn Archibald : Isobel
- Alex Guard : Mark Callender

## Distinctions
Le film a été présenté en sélection officielle en compétition lors de Berlinale 1982.